# Hospital de San Sebastián (Palma del Río)
El hospital de San Sebastián fue un hospital situado en el municipio español de Palma del Río, en la provincia de Córdoba. En la actualidad las instalaciones funcionan como residencia de ancianos.

## Historia
No se conoce la fecha de su fundación, aunque la primera referencia documentada que existe de la institución es de 1425. En 1521 se convirtió en el único hospital de Palma del Río tras la unificación de todos los que existían en la localidad. Debido a ello, se acordó derribar el viejo edificio de San Sebastián y levantar uno nuevo con el fin de disponer de unas instalaciones de mayor tamaño y mejor acondicionadas que las anteriores. Además, se procedió al derribo y construcción de una nueva iglesia. Como parte del nuevo conjunto también se levantó un claustro, nuevas enfermerías, etc.
Durante el transcurso de la guerra civil (1936-1939) el recinto acogió un hospital militar que atendía a prisioneros.  A partir de 1953 las instalaciones comenzaron a operar como casa de maternidad y como residencia de la tercera edad, manteniendo esta última función en la actualidad. 